# Le Père de mes enfants
Pour plus de détails, voir Fiche technique et Distribution.
Le Père de mes enfants est un film franco-allemand réalisé par Mia Hansen-Løve en 2008 et sorti le 16 décembre 2009, sur un scénario inspiré de la vie de Humbert Balsan.

## Synopsis
Grégoire Canvel est producteur de cinéma. Il aime ses films autant que sa famille, même si concilier les deux semble de plus en plus difficile, en dehors des parenthèses que représentent les weekends à la campagne ; hyperactif et suspendu à son téléphone, même en vacances, charmeur, bonimenteur, il semble aussi solide et sûr de lui que possible. Pourtant autour de lui les difficultés s'accumulent. Sa société de production, Moon Films, est en difficulté. Commence alors une fuite en avant, de la contrariété à la lassitude, jusqu'au désespoir. Criblé de dettes, il se tire une balle dans la tête.

## Fiche technique
- Titre : Le Père de mes enfants
- Réalisation : Mia Hansen-Løve
- Scénario et dialogues : Mia Hansen-Løve
- Photographie : Pascal Auffray
- Décors : Mathieu Menut
- Costumes : Bethsabée Dreyfus
- Son : Vincent Vatoux et Olivier Goinard
- Montage : Marion Monnier
- Pays d'origine :   France |  Allemagne
- Production :
  - Budget : 2,5 M€[1]
  - Producteur délégué : David Thion
  - Coproducteurs : Oliver Damian
  - Production déléguée :  Les Films Pelléas
  - Coproduction :  27 Films Production
  - Association : Cinémage 3
  - Directeur de production : Hélène Bastide
- Distribution : 
  -  France : Les Films du Losange
- Date de sortie : 
  -  France : 17 mai 2009 (Festival de Cannes dans la section Un Certain Regard)
  -  France : 16 décembre 2009 en salles
- Format : couleur - 35 mm
- Durée : 112 minutes

## Distribution
- Louis-Do de Lencquesaing : Grégoire Canvel
- Chiara Caselli : Sylvia Canvel
- Alice de Lencquesaing : Clémence Canvel
- Alice Gautier : Valentine Canvel
- Manelle Driss : Billie Canvel
- Éric Elmosnino : Serge
- Sandrine Dumas : Valérie, l'assistante de production
- Dominique Frot : Bérénice, la directrice de production
- Antoine Mathieu : Frédéric, le comptable
- Igor Hansen-Løve : Arthur Malkavian
- Elsa Pharaon : Colette, la secrétaire
- Olivia Ross : Anja, la stagiaire
- Jamshed Usmonov : Kova Asimov
- Cori Shim : Ji Hong, la cinéaste coréenne

## Distinction
- 2009 : Cannes – Un Certain Regard – Prix Spécial[2]
- 2010 : Lumière du meilleur scénario pour Mia Hansen-Løve.